# Gerald Seymour
Gerald Seymour (ur. 25 listopada 1941 w Guildford, Surrey) jest brytyjskim pisarzem.